# 獅子座20
獅子座20，又名BD+21 2113，HD 85040、SAO 81035、HR 3889，是獅子座的一颗恒星，视星等为6.09，位于銀經210.95，銀緯48.37，其B1900.0坐标为赤經9h 44m 14.3s，赤緯+21° 48.37′ 44″。